# Klockjulros
Klockjulros (Helleborus foetidus) är en ört tillhörande familjen ranunkelväxter. 
Blomman är grön med en blåaktigt röd kant.